# Melodinus aeneus
Melodinus aeneus är en oleanderväxtart som beskrevs av Henri Ernest Baillon. Melodinus aeneus ingår i släktet Melodinus och familjen oleanderväxter. Inga underarter finns listade i Catalogue of Life.